# Чешњице при Моравчах
Чешњице при Моравчах (словен. Češnjice pri Moravčah) је насељено место у општини Моравче, Средњесловенска регија, Словенија.

## Историја
До територијалне реорганизације у Словенији биле су у саставу старе општине Домжале.

## Становништво
У попису становништва из 2011. године, Чешњице при Моравчах су имале 228 становника.
| Број становника према пописима | Број становника према пописима | Број становника према пописима |
| ------------------------------ | ------------------------------ | ------------------------------ |
| 1991                           | 2002                           | 2011                           |
| 193                            | 193                            | 228                            |

Напомена: До 1953. исказивано се под именом Чешњице. Године 1952. повећана за насеља Грмача, Дунај, Клен, Колавдрија, Њиве и Ригељ, која су укинута. Године 2007. извршена је мања размена територија између насеља Моравче и Чесњице при Моравче.